# البان هوكسها
البان هوكسها (بالألبانية: Alban Hoxha‏) (23 نوفمبر 1987 دراس ألبانيا - ) هو لاعب كرة قدم ألباني، يلعب كحارس مرمى.

## روابط خارجية
- البان هوكسها على موقع الاتحاد الأوربي (الإنجليزية)
- البان هوكسها على موقع قاعدة بيانات كرة القدم.إي يو (الإنجليزية)
- البان هوكسها على موقع ناشيونال فوتبول تيمز (الإنجليزية)
- البان هوكسها على موقع Soccerway.com (الإنجليزية)
- البان هوكسها على موقع عالم كرة القدم.نت (الإنجليزية)
- البان هوكسها على موقع AS.com (الإسبانية)